# Águas Belas (Pernambuco)
Águas Belas é um município brasileiro do  Agreste do estado de Pernambuco. Localiza-se a uma latitude 09º06'41" sul e a uma longitude 37º07'23" oeste, estando a uma altitude de 376 metros. Sua população estimada em 2010 era de 42.291 habitantes. O município é formado pelo distrito-sede e pelos povoados de Campo Grande, Curral Novo, Garcia, e Tanquinhos.

## História
A região onde está situada a cidade de Águas Belas era, originalmente, território tupiniquin e que posteriormente se unificou aos carijós, que residiam nas imediações da Serra dos Cavalos. A aldeia era conhecida como Lagoa, devido a uma lagoa existente no local, onde hoje se encontra a matriz de Nossa Senhora da Conceição, depois a povoação ganhou o nome de Ipanema. Consta que, por volta do ano de 1700, apareceu na região o primeiro homem branco (João Rodrigues Cardoso), com objetivo de unificar as duas tribos existentes na região.
As terras indígenas foram demarcadas em 1875, embora os conflitos pela terra não tenham sido completamente sanados, entretanto, é necessário a redemarcação. Em 2010, a FUNAI esteve em Águas Belas para iniciar o processo de redemarcação, entretanto, o processo ainda se encontra em fase e identificação. A cidade de Águas Belas encontra-se dentro da reserva indígena. Foram construídas dentro da reserva edificações, como a rodovia 423, que corta o lote dos índios pela metade.
Hoje cerca de 5.000 fulniôs também habitam uma área dividida em 427 lotes individuais, que totalizam 11.505 ha. Vivem do artesanato e agricultura de subsistência. São ainda os únicos indígenas da região nordeste, com exceção as etnias do Maranhão (Kanela (Apanyekra e Ramkokamekra), Krikati, Gavião (Pukobyê),  Kokuiregatejê, Timbira do Pindaré e Krejê) com o idioma próprio, o Yaathê ,nas praticas culturais encontra-se  alguns rituais como o Toré e Cafurna e o Ouricuri.

### Formação administrativa
Originalmente, Águas Belas foi um distrito subordinado a Buíque criado por alvará de 26 de janeiro de 1766. Em 13 de julho de 1871, a lei provincial 997 elevou o distrito à categoria de vila, desmembrado-o de Buíque. Esse estatuto se manteve até 24 de maio de 1904, quando a lei estadual n.º 665 elevou a vila à condição de cidade.
Religiões
Católicos
Católica Apostólica Romana
91.27%
Evangélicos
Evangélicas de Missão
1.05%
Evangélicas de origem pentecostal
2.18%
Evangélica não determinada
1.27%
Outras religiosidades
3.13%
FONTE:CENSO IBGE 2010

## Geografia
Etnias Censo 2022 (IBGE)
Pardos 56,43%
Brancos 25,81%
Indígenas 11,42%
Pretos 6,24%
Amarelos 0,08%

Possui área de 887,56 km². Fica a aproximadamente a 303 km de Recife.
O município está incluído na área geográfica de abrangência do semiárido brasileiro, definida pelo Ministério da Integração Nacional em 2005. Esta delimitação tem como critérios o índice pluviométrico, o índice de aridez e o risco de seca.

## Cultura indígena
A língua yatê é falada no município de Águas Belas.